# ファブリス・ギー
ファブリス・ギー（Fabrice Guy 1968年12月30日 - ）は、フランス、ドゥー県ポンタルリエ出身の元ノルディック複合選手。1990年代を通して活躍し、1992年に地元フランスで行われたアルベールビルオリンピックでは個人15 km の部で金メダルを獲得した。その後長野オリンピックでも団体で銅メダルを獲得した。彼はまたノルディックスキー世界選手権でも1991年に団体で銀メダル、1997年に個人で銅メダルを獲得している。
アルベールビルオリンピックではシルバン・ギョームらとの団体でもメダル獲得を期待されたが惜しくも4位に終わった。また1994年リレハンメルオリンピックにも出場し団体で6位となった。
ノルディック複合・ワールドカップでは通算6勝をあげている。